# Le Taxi
Le Taxi est un roman de Violette Leduc paru chez Gallimard en 1971.

## Résumé
Le roman est tout entier construit comme un dialogue entre deux personnages. Ils sont frère et sœur et sont amoureux l’un de l’autre depuis l’enfance. Avec l’argent des bijoux qu’ils ont volé à leur tante Marie, ils ont fait aménager un taxi en chambre roulante et engagé un chauffeur. Le taxi roule dans Paris tandis qu’ils font l’amour, se le disent, évoquent leurs compagnons, pour lui sa compagne Cytise, pour elle son amant Dane. À la fin de la journée, ils se séparent.

## Commentaire
Le taxi est un « bref texte dialogique, où fantasmes et obsessions se trouvent transposés sur le mode de la fiction ».
Dans tout le dialogue qui forme le roman, les phrases sont courtes, très majoritairement sans indication de genre, suggérant symétrie et fusion entre les deux personnages.

## Extraits
- « Tu veux manger tout de suite ? ».
- « Je te parle ! Où es-tu ? Qui es-tu, soudain ? ».
- « Toi. Toi content de toi. Mangeons. ».
- « Parlons la bouche pleine. Nous ne devons rien laisser perdre. ».
- « Une plénitude. Un rayon de soleil après un cataclysme. ».
- « Du néant. Il vous apaise. ».
- « Je suis allongée, je ne bouge pas. Je ne suis que ruisseaux pressés. ».
- « Je m’étale et ne désire rien. Je suis l’air environnant. ».

## Éditions
- Le Taxi, Gallimard, 1971.